# Андон Шалев
Андон Стефанов Шалев е български революционер, деец на Вътрешната македоно-одринска революционна организация.

## Биография
Андон Шалев е роден на 13 януари 1873 година в костурското българско село Загоричани, тогава в Османската империя, днес в Гърция. Присъединява се към ВМОРО и участва в Илинденско-Преображенското въстание. По-късно Шалев емигрира в София и спасява знамето на селската чета от Илинденското въстание.
През Балканските войни е доброволец в Македоно-одринското опълчение, в I рота на VI охридска дружина, носител на орден „За храброст“ ІV степен. Участва в Първата световна война.
Шалев си спомня в 1963 година:
| „ | Аз бях в четата на Петър Погончев. Нашата чета, заедно с много други чети освободи цяло Костурско и повече от месец всичко беше под наша власт. Хората спокойно слизаха от селата в градовете и се чувствуваха господари на домовете си. В нашия край има една местност Върбица. Там се събрахме повече от 500 души и оттам нападнахме градовете Клисура и Невеска и ги превзехме. Ама пристигна 6 000 армия, добре въоръжена, и почнахме боя. Ама бой!... Най-напред край местността Кайнико, сетне при село Черешица па при местността Порта, та край село Прекопана, сетне на Върбица и на още други места. На Върбица ни разделиха на три отреда. Единият с Чакаларов потегли за местността Колония, към Албания; вторият с Пандо Кляшев към Преспа, а третият с Лазар Поптрайков, Манол Розов, Мишо Николов и войводите Иван Попов, Петър Погончев, Цильо Кономладски и други към Прилепско. Аз бях в третия отред. Той броеше 650 души. Ние напуснахме Вич планина, ама дорде стигнеме Прилепско, сума боеве водихме, в които паднаха маса другари. Падна и войводата Манол Розов. Па сетне ни стигна един глад. Ядохме конско месо, а от кожите на добичетата правехме цървули. В Прилепско ни срещна Гьорче Петров и ни поздрави за героизм и издръжливостта. А малко след това пак почнахме бой с турците. При село Чанища убиха знаменосеца и знамето насмалко да падне в турски ръце. Тогава се хвърлих и... го спасих. Затуй после войводите и моите другари ми го дадоха аз да го пазя. В Прилепско се застояхме много, дорде един ден една група от 120 души ни върнаха пак в Костурско, дето водихме доста боеве. И така до зимата. Сетне укрихме пушките и се пръснахме по оцелелите села, където се омешихме с мирното население. Ама не се успокоихме. Скоро пак се хванахме за пушките и ножовете. Аз участвувах в Македоно-одринското опълчение, за което бях награден с три ордена за храброст. Сетне пък се бих в Междусъюзническата война, а след туй в Първата световна война. Де що имаше бой за Македония, се се набърквах. Сега съм вече на деветдесет години. Много работи вече не ги и помня. Все едно, че не съм ги и изживявал. Ама Илинденското въстание, па и не само него, а всичко що е до Македония, бога ми, помня го като че вчера беше. | “ |